# Somos Novios (It’s Impossible)

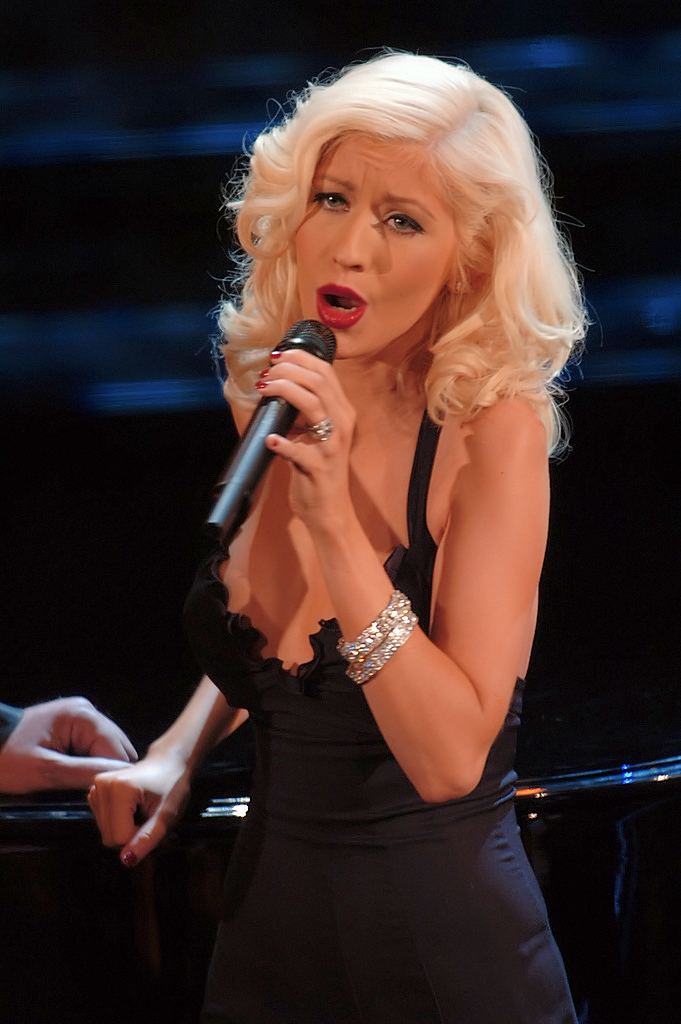
Christina Aguilera wykonuje piosenkę „Somos Novios (It’s Impossible)” podczas Festiwalu Piosenki Włoskiej w San Remo.

Somos Novios (It’s Impossible) – utwór napisany przez Armando Manzanero, następnie przetłumaczony na język angielski przez Sida Wayne’a, po raz pierwszy nagrany przez Perry’ego Como w 1970 roku. Jedna z najpopularniejszych piosenek bolerowych wszech czasów. Pod anglojęzycznym tytułem „It’s Impossible” piosenkę wykonał Elvis Presley. Interpretacji utworu podjęli się także: legenda reggae Dennis Brown, Luis Miguel i José Feliciano oraz Andrea Bocelli w duecie z Christiną Aguilerą (Bocelli zaśpiewał tę piosenkę też z Katharine McPhee podczas JC Penney Jam w 2006 roku).
Pierwotna wersja Perry’ego Como była przebojem amerykańskiego notowania Billboardu.
Bocelli i Aguilera promowali singel podczas występu w programie telewizyjnym Michael Parkinsons Show w 2006. Tego samego roku wystąpili z utworem w trakcie 56. Festiwalu Piosenki Włoskiej w San Remo.

## Pozycje na listach przebojów

### Wersja Andrea Bocellego i Christiny Aguilery
| Kraj   | Notowanie (2006)           | Wydawca | Najwyższa pozycja |
| ------ | -------------------------- | ------- | ----------------- |
| Rosja  | Official Airplay Chart     | Tophit  | 258               |
| Świat  | Official Airplay Chart     | T4C     | 96                |
| Świat  | World Latin Top 30 Singles | T4C     | 11                |
| Włochy | Top 50 Singles             | FIMI    | 39                |

Notowania końcoworoczne
| Kraj      | Notowanie (2006)       | Wydawca | Najwyższa pozycja |
| --------- | ---------------------- | ------- | ----------------- |
| Kostaryka | Top 40 Singles         | IFPI    | 29                |
| Litwa     | Official Singles Chart | IFPI    | 76                |